# Kurt Scherer
Kurt Scherer (* 30. März 1938 in Pirmasens; † 2. Oktober 2023) war ein deutscher evangelisch-methodistischer Theologe, Radioredakteur, Seelsorger und Autor christlicher Literatur.

## Leben und Wirken
Scherer wollte zunächst Innenarchitekt werden und begann mit einer Schreinerlehre. Aber nach seiner Hinwendung zum christlichen Glauben mit 16 Jahren wechselte er zum Studium Evangelischer Theologie an das theologische Seminar der Evangelisch-methodistischen Kirche (EmK) in Frankfurt. Als Pastor der EmK arbeitete er von 1963 bis 1969 in Dreieich-Sprendlingen bei Frankfurt. Danach nahm er eine Berufung zum Evangeliums-Rundfunk (ERF) in Wetzlar an und leitete zudem bis 1972 auch die örtliche EmK-Gemeinde. Zunächst war er als Chefredakteur tätig, übernahm 1977 die Leitung der Seelsorgeabteilung in Deutschland und 1989 auch in Österreich, der Schweiz und Südtirol. Er führte die Sendereihe „Sprechstunde“ ein, in der er auf Hörerfragen einging und nach der Sendung Anrufe entgegennahm. Von 1986 bis 1995 gehörte er als stellvertretender Direktor der Missionsleitung an und war dem ERF seither als Autor von seelsorgerlich geprägten Beiträgen verbunden.
Durch seine Rundfunkarbeit wurde er im gesamten deutschen Sprachraum bekannt; er verfasste nahezu 3000 Sendungen. Neben Veröffentlichung seiner Vorträge auf Tonträger brachte Scherer zahlreiche Bücher zu christlicher Lebenshilfe und Seelsorge heraus. Des Weiteren veröffentlichte er verschiedene Konzeptalben und leitete Seminare über Konfliktbewältigung und biblische Lebensgestaltung. Er war außerdem Mitinitiator und Vorsitzender einer Lebensgemeinschaft für sozialtherapeutische Seelsorge, des Glaubenshofs Cyriaxweimar bei Marburg, einer Lebensgemeinschaft für sozialtherapeutische Seelsorge und war Gastlehrer an theologischen Seminaren und Bibelschulen.
Nach einem Hirninfarkt 1994 mit Ausfall des linken Gleichgewichtsnerves trat Scherer 1995 vorzeitig in den Ruhestand und gab sein Amt als stellvertretender Direktor des ERF auf. Bis Ende November 2018 moderierte er bei ERF-Plus die Hörfunkreihe Senior. Er wohnte in Braunfels bei Wetzlar. Am 2. Oktober 2023 starb Kurt Scherer im Alter von 85 Jahren und hinterließ seine Ehefrau und drei Söhne.

## Werke (Auswahl)
- Zu seiner Zeit. Hänssler, Neuhausen 1976
- Mit Stress leben. Hänssler, Neuhausen 1976
- Mein Gott, mein Gott, warum …? Hänssler, Neuhausen 1978
- Vergebung – das zentrale Problem. Hänssler, Neuhausen 1982
- Krisen – Reifezeiten des Lebens. Hänssler, Neuhausen 1992
- Hedwig von Redern: ihr Leben und Leiden, ihr Loben und ihre Lieder. Johannis-Verlag, Lahr 1995
- Auf zu neuen Ufern. Hänssler Verlag, Neuhausen 2000
- … dass Leiden wertvoll werde. Impulse für das dritte Lebensalter. Johannis-Verlag, Lahr 2002
- Du musst nicht bleiben, wie du bist. Seelsorge an der eigenen Seele. Johannis-Verlag, Lahr 2009; MediaKern-Verlag, Wesel 2012, ISBN 978-3-8429-1601-2.
- Bist du noch bei Trost? Mut auf schweren Wegen. MediaKern-Verlag, Wesel 2016, ISBN 978-3-8429-1614-2.
- Leid. Wo bleibt der Sinn? MediaKern-Verlag, Wesel 2020, ISBN 978-3-8429-1633-3.

Tonträger
- Paul Gerhardt – der Psalmist der Christenheit. ERF-Verlag, Wetzlar 1988
- „Fürchte dich nicht …!“: Vier Kurzandachten aus der Sendereihe „Für kranke Hörer“. ERF-Verlag, Wetzlar 1988
- Trost: Ermutigende Texte von Kurt Scherer und wohltuende Melodien. Schulte & Gerth, Asslar 1996
- Segen: Ermutigende Texte von Kurt Scherer und wohltuende Melodien. Schulte & Gerth, Asslar 1997
- Lieder, die zu Herzen gehen: Ermutigende Gedanken und bekannte Lieder zusammengestellt von Kurt Scherer. Gerth Medien, Asslar 2008
- Stark ist meines Jesu Hand: Bekannte Lieder, ermutigende Gedanken und Gebete von Kurt Scherer. Gerth Medien, Asslar 2009